# Groupe Dassault
A Groupe Industriel Marcel Dassault S.A. é uma sociedade gestora de participações sociais francesa administrada por Serge Dassault.

## Participações
- Dassault Aviation (50,21%)
  - Dassault Falcon Jet
  - Dassault Falcon Service
  - Sogitec
- S.A.B.C.A.
- Sistemas da Dassault (43,13%)
- Sociedade de Veículos Eléctricos
- Aplicações da Dassault
- Comunicações da Dassault
- Multimédia da Dassault
- Socpresse
  - Le Figaro
  - FC Nantes Atlantique